# Dan Issel
Daniel (Dan) Paul Issel (né le 25 octobre 1948 à Batavia, Illinois) est un ancien joueur et entraîneur américain professionnel de basket-ball.

## Carrière universitaire

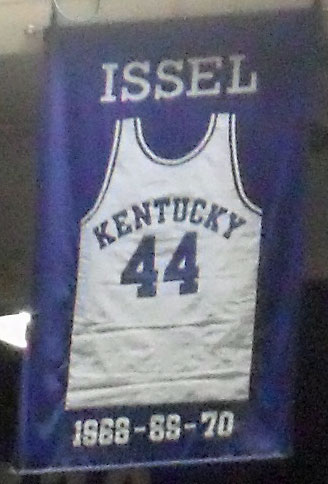
Maillot retiré no 44 de Dan Issel aux Wildcats du Kentucky

Issel effectue sa carrière universitaire aux Wildcats du Kentucky, entraînés par Adolph Rupp. Issel y joue de 1966 à 1970, inscrivant 2 138 points (soit une moyenne de 25,7 points par match) et est nommé Consensus All-American lors de deux saisons, dans le second cinq en 1969 et dans le premier cinq en 1970. Le 7 février 1970, Issel inscrit 53 points lors d'une victoire 120-85 face aux Rebels d'Ole Miss de l'Université du Mississippi, battant le record de l'école détenu par Cliff Hagan de 51 points.

## Carrière professionnelle
À sa sortie de l'université en 1970, il signe avec les Colonels du Kentucky de ABA. Lors de sa première saison, Issel est le meilleur marqueur de la ligue avec une moyenne de 29,9 points par match et 13,2 rebonds par match. Il est nommé ABA Rookie of the year en 1971, et est sélectionné dans la All-ABA Second Team. La saison suivante, Issel améliore sa moyenne avec 30,6 points par match. Il est sélectionné dans la All-ABA First Team et fut nommé du meilleur joueur du All-Star Game ABA 1972.
Lors de la saison 1974-1975, Issel remporte le titre ABA avec les Colonels, avec ses coéquipiers Louie Dampier et le pivot Artis Gilmore. À l'issue de cette saison, Issel est transféré dans la franchise des Claws de Baltimore, puis rejoint les Nuggets de Denver la saison suivante.
Issel intègre avec les Nuggets la NBA en 1976, à la suite de la fusion entre la NBA et la ABA et est sélectionné pour le NBA All-Star Game 1977. Il continue sa carrière jusqu'à la saison 1984-1985 et reçoit le trophée J. Walter Kennedy Citizenship Award en 1985 pour ses services rendus à la communauté.
Issel a marqué près de 27 000 points pendant ses carrières ABA et NBA. Au moment de sa retraite, les seuls joueurs à avoir cumulé autant de points que lui étaient Kareem Abdul-Jabbar, Wilt Chamberlain et Julius Erving.

## Carrière d'entraîneur
À l'issue de sa carrière de joueur, Issel prend sa retraite dans une ferme dans le comté de Woodford, Kentucky. Il revient chez les Nuggets en tant qu'entraîneur lors de la saison 1992-1993 et mène l'équipe aux playoffs en 1993-1994. Les Nuggets avaient remporté seulement 44 rencontres lors des deux années précédentes, mais Issel les mène à leur première saison positive en termes de victoires. Il quitte son poste pendant trois rencontres au cours de la saison 1995-1996 après avoir été critiqué sur son style de jeu. Il revient lors de la saison 1998-1999 en tant que président et general manager, se nommant lui-même entraîneur en décembre 1999, laissant son titre de general manager à Kiki Vandeweghe. Son second passage a moins de succès : les Nuggets ne réussissent pas une saison positive.
Le 10 décembre 2001, après une défaite face aux Hornets de Charlotte, Issel dit avoir entendu un fan le tancer alors qu'il marchait sur le parquet du Pepsi Center. Issel hurle alors : « Hey, go drink another beer. Go drink another beer, you fucking Mexican piece of shit. ». L'incident est filmé par une chaîne de télévision locale de Denver affiliée à NBC, KUSA-TV. Le lendemain, Issel est suspendu quatre matches par l'équipe. Certains membres de la communauté hispanique de Denver pensent que la suspension était insuffisante et demandent son licenciement. Il décide finalement de démissionner le 26 décembre.
Il est introduit au basketball Hall of Fame en 1993.

## Statistiques
gras = ses meilleures performances

### Universitaires
Statistiques en université de Dan Issel
| Saison    | Équipe   | Matchs | Titul. | Min./m | % Tir | % 3pts | % LF | Rbds/m. | Pass/m. | Int/m. | Ctr/m. | Pts/m. |
| --------- | -------- | ------ | ------ | ------ | ----- | ------ | ---- | ------- | ------- | ------ | ------ | ------ |
| 1967-1968 | Kentucky | 27     | —      | 31,0   | 43,8  | —      | 66,2 | 12,1    | 0,4     | —      | —      | 16,4   |
| 1968-1969 | Kentucky | 28     | —      | 38,0   | 53,4  | —      | 75,9 | 13,6    | 1,8     | —      | —      | 26,6   |
| 1969-1970 | Kentucky | 28     | —      | 37,3   | 55,3  | —      | 76,4 | 13,0    | 1,4     | —      | —      | 33,9   |
| Carrière  | Carrière | 83     | —      | 35,5   | 51,9  | —      | 73,8 | 12,9    | 1,2     | —      | —      | 25,8   |

### Professionnelles

#### Saison régulière
Légende :
| Champion ABA | Recrue/rookie de la saison | Meilleur joueur de cette catégorie statistique de la saison |

gras = ses meilleures performances
Statistiques en saison régulière de Dan Issel
| Saison        | Équipe         | Matchs | Titul. | Min./m | % Tir | % 3pts | % LF | Rbds/m. | Pass/m. | Int/m. | Ctr/m. | Pts/m. |
| ------------- | -------------- | ------ | ------ | ------ | ----- | ------ | ---- | ------- | ------- | ------ | ------ | ------ |
| 1970-1971     | Kentucky (ABA) | 83     | 83     | 39,4   | 48,5  | 0,0    | 80,7 | 13,2    | 2,0     | —      | —      | 29,9   |
| 1971-1972     | Kentucky (ABA) | 83     | 83     | 43,0   | 48,6  | 27,3   | 78,5 | 11,2    | 2,3     | —      | —      | 30,6   |
| 1972-1973     | Kentucky (ABA) | 84     | 84     | 42,0   | 51,3  | 20,0   | 76,4 | 11,0    | 2,6     | —      | —      | 27,3   |
| 1973-1974     | Kentucky (ABA) | 83     | 83     | 40,3   | 48,0  | 17,6   | 78,7 | 10,2    | 1,7     | 0,4    | 0,4    | 25,5   |
| 1974-1975     | Kentucky (ABA) | 83     | 83     | 34,5   | 47,1  | 0,0    | 73,8 | 8,6     | 2,3     | 0,9    | 0,6    | 17,7   |
| 1975-1976     | Denver (ABA)   | 84     | 84     | 34,0   | 51,1  | 25,0   | 81,6 | 11,0    | 2,4     | 1,2    | 0,7    | 23,0   |
| 1976-1977     | Denver         | 79     | 77     | 31,7   | 51,5  | —      | 79,7 | 8,8     | 2,2     | 1,2    | 0,4    | 22,3   |
| 1977-1978     | Denver         | 82     | 81     | 34,8   | 51,2  | —      | 78,2 | 10,1    | 3,7     | 1,2    | 0,5    | 21,3   |
| 1978-1979     | Denver         | 81     | 81     | 33,9   | 51,7  | —      | 75,4 | 9,1     | 3,1     | 0,8    | 0,6    | 17,0   |
| 1979-1980     | Denver         | 82     | 82     | 35,8   | 50,5  | 33,3   | 77,5 | 8,8     | 2,4     | 1,1    | 0,7    | 23,8   |
| 1980-1981     | Denver         | 80     | 80     | 33,0   | 50,3  | 16,7   | 75,9 | 8,5     | 2,0     | 1,0    | 0,7    | 21,9   |
| 1981-1982     | Denver         | 81     | 81     | 30,5   | 52,7  | 66,7   | 83,4 | 7,5     | 2,2     | 0,8    | 0,7    | 22,9   |
| 1982-1983     | Denver         | 80     | 80     | 30,4   | 51,0  | 21,1   | 83,5 | 7,5     | 2,8     | 1,0    | 0,5    | 21,6   |
| 1983-1984     | Denver         | 76     | 66     | 27,3   | 49,3  | 21,1   | 85,0 | 6,8     | 2,3     | 0,8    | 0,6    | 19,8   |
| 1984-1985     | Denver         | 77     | 9      | 21,9   | 45,9  | 14,3   | 80,6 | 4,3     | 1,8     | 0,8    | 0,4    | 12,8   |
| Carrière      | Carrière       | 1218   | 1137   | 34,3   | 49,9  | 20,4   | 79,3 | 9,1     | 2,4     | 1,0    | 0,5    | 22,6   |
| All-Star Game | All-Star Game  | 7      | 1      | 24,7   | 51,2  | —      | 73,1 | 6,9     | 2,3     | 0,1    | 0,1    | 14,7   |

#### Playoffs
Légende :
| Champion ABA | Meilleur joueur de cette catégorie statistique de la saison |

Statistiques en playoffs de Dan Issel
| Saison   | Équipe         | Matchs | Titul. | Min./m | % Tir | % 3pts | % LF  | Rbds/m. | Pass/m. | Int/m. | Ctr/m. | Pts/m. |
| -------- | -------------- | ------ | ------ | ------ | ----- | ------ | ----- | ------- | ------- | ------ | ------ | ------ |
| 1971     | Kentucky (ABA) | 19     | —      | 35,3   | 50,5  | —      | 87,8  | 11,6    | 1,5     | —      | —      | 28,1   |
| 1972     | Kentucky (ABA) | 6      | 6      | 44,8   | 41,2  | 0,0    | 76,0  | 9,0     | 0,8     | —      | —      | 22,0   |
| 1973     | Kentucky (ABA) | 19     | 19     | 43,4   | 49,7  | 16,7   | 79,5  | 11,8    | 1,5     | —      | —      | 27,4   |
| 1974     | Kentucky (ABA) | 8      | 8      | 38,9   | 44,4  | —      | 84,8  | 10,9    | 1,8     | 0,5    | 0,8    | 18,5   |
| 1975     | Kentucky (ABA) | 15     | 15     | 38,5   | 46,7  | —      | 81,1  | 7,9     | 1,9     | 1,1    | 0,8    | 20,3   |
| 1976     | Denver (ABA)   | 13     | 13     | 36,2   | 48,9  | 0,0    | 78,6  | 12,0    | 2,5     | 1,0    | 0,6    | 20,5   |
| 1977     | Denver         | 6      | 6      | 37,0   | 51,0  | —      | 75,6  | 9,7     | 2,8     | 0,8    | 0,7    | 22,0   |
| 1978     | Denver         | 13     | 13     | 35,4   | 48,6  | —      | 86,2  | 10,3    | 4,1     | 0,5    | 0,2    | 20,2   |
| 1979     | Denver         | 3      | 3      | 36,3   | 53,3  | —      | 80,6  | 9,3     | 3,3     | 0,0    | 0,0    | 24,3   |
| 1982     | Denver         | 3      | 3      | 34,3   | 53,3  | 25,0   | 100,0 | 7,0     | 1,7     | 1,0    | 0,3    | 25,3   |
| 1983     | Denver         | 8      | 8      | 28,4   | 50,7  | 0,0    | 86,2  | 7,3     | 3,1     | 1,1    | 0,6    | 20,4   |
| 1984     | Denver         | 5      | 5      | 30,6   | 51,0  | 50,0   | 82,1  | 8,0     | 1,6     | 1,2    | 1,2    | 27,4   |
| 1985     | Denver         | 15     | 4      | 21,7   | 45,9  | 100,0  | 81,3  | 3,6     | 1,8     | 0,8    | 0,3    | 12,4   |
| Carrière | Carrière       | 133    | 103    | 35,5   | 48,7  | 25,0   | 82,2  | 9,4     | 2,1     | 0,6    | 0,8    | 22,1   |